# Alberto Seixas Santos
Alberto Seixas Santos, né à Lisbonne le 20 mars 1936 et mort le 10 décembre 2016 dans la même ville, est un cinéaste portugais, adepte du mouvement Novo Cinema.

## Biographie
Alberto Seixas Santos est mort le 10 décembre 2016 à Lisbonne.

## Filmographie
- 1968 : A Arte e o Ofício de Ourives
- 1975 : As Armas e o Povo
- 1975 : Brandos Costumes
- 1977 : A Lei da Terra
- 1983 : Gestos e Fragmentos
- 1995 : Paraíso Perdido
- 1999 : Le Mal
- 2005 : A Rapariga da Mão Morta (court-métrage)
- 2011 : E o Tempo Passa

## Récompenses
- Festival du court-métrage de Vila do Conde pour A Rapariga da Mão Morta